# Senatori del Kentucky
Il Kentucky è entrato a far parte degli Stati Uniti d'America il 1° giugno 1792. I senatori dello stato appartengono alle classi 2 e 3 e gli attuali senatori sono i repubblicani Mitch McConnell e Rand Paul. Fino al 1913 i senatori vennero eletti dall'Assemblea generale del Kentucky e, con l'approvazione del XVII emendamento alla Costituzione, in seguito i senatori vennero eletti dai cittadini dello stato. Ogni mandato dura sei anni, e le diverse classi di senatori vengono elette ad intervalli di due anni, in modo che ogni biennio venga rinnovato un terzo del Senato.

## Elenco

### Classe 2
| N.      | Foto    | Senatore               | Partito                                           | Carica           | Carica           | Congresso | Mandati                                       | Elezioni                                                                       |
| N.      | Foto    | Senatore               | Partito                                           | Inizio           | Termine          | Congresso | Mandati                                       | Elezioni                                                                       |
| ------- | ------- | ---------------------- | ------------------------------------------------- | ---------------- | ---------------- | --- | --------------------------------------------- | ------------------------------------------------------------------------------ |
| Vacante | Vacante | Vacante                | Vacante                                           | 1 giugno 1792    | 18 giugno 1792   | 2 | Elezione avvenuta dopo l'ingresso nell'Unione | Elezione avvenuta dopo l'ingresso nell'Unione                                  |
| 1       |         | John Brown             | Anti-Amministrazione poi Democratico-Repubblicano | 18 giugno 1792   | 3 marzo 1805     | 2 · 3 · 4 · 5 · 6 · 7 · 8                                                                                                  | 2 1⁄2                                         | 1792 (elezione speciale) · 1792 (elezione regolare) · 1798 Perse la rielezione |
| 2       |         | Buckner Thruston       | Democratico-Repubblicano                          | 4 marzo 1805     | 18 dicembre 1809 | 9 · 10 · 11 | 1⁄2                                           | 1804 Dimessosi per divenire giudice federale                                   |
| Vacante | Vacante | Vacante                | Vacante                                           | 18 dicembre 1809 | 10 gennaio 1811  | 11 |                                               |                                                                                |
| 3       |         | Henry Clay             | Democratico-Repubblicano                          | 10 gennaio 1810  | 3 marzo 1811     | 11 | 1⁄2                                           | Nominato per continuare il mandato Non ricandidatosi                           |
| 4       |         | George M. Bibb         | Democratico-Repubblicano                          | 4 marzo 1811     | 23 agosto 1814   | 12 · 13 | 1⁄2                                           | 1811 Dimessosi                                                                 |
| Vacante | Vacante | 23 agosto 1814         | 30 agosto 1814                                    | 13               |                  | |                                               |                                                                                |
| 5       |         | George Walker          | Democratico-Repubblicano                          | 30 agosto 1814   | 2 febbraio 1815  | 13 | 1⁄2                                           | Nominato per continuare il mandato Non ricandidatosi                           |
| 6       |         | William T. Barry       | Democratico-Repubblicano                          | 2 febbraio 1815  | 1 maggio 1816    | 13 · 14 | 1⁄2                                           | Eletto per terminare il mandato Dimessosi per divenire giudice federale        |
| Vacante | Vacante | Vacante                | Vacante                                           | 1 maggio 1816    | 3 novembre 1816  | 14 |                                               |                                                                                |
| 7       |         | Martin D. Hardin       | Federalista                                       | 3 novembre 1816  | 3 marzo 1817     | 14 | 1⁄2                                           | Nominato per terminare il mandato Non ricandidatosi                            |
| 8       |         | John J. Crittenden     | Democratico-Repubblicano                          | 4 marzo 1817     | 3 marzo 1819     | 15 | 1⁄2                                           | 1816 Dimessosi                                                                 |
| Vacante | Vacante | Vacante                | Vacante                                           | 3 marzo 1819     | 10 dicembre 1819 | 16 |                                               |                                                                                |
| 9       |         | Richard M. Johnson     | Democratico-Repubblicano poi Jacksoniano          | 10 dicembre 1819 | 3 marzo 1829     | 16 · 17 · 18 · 19 · 20 | 1 1⁄2                                         | Eletto per terminare il mandato · 1823 Perse la rielezione                     |
| 10      |         | George M. Bibb         | Jacksoniano                                       | 4 marzo 1829     | 3 marzo 1835     | 21 · 22 · 23 | 1                                             | 1829                                                                           |
| 11      |         | John J. Crittenden     | Anti-Jacksoniano poi Whig                         | 4 marzo 1835     | 3 marzo 1841     | 24 · 25 · 26 | 1                                             | 1835 Non ricandidatosi                                                         |
| 12      |         | James T. Morehead      | Whig                                              | 4 marzo 1841     | 3 marzo 1847     | 27 · 28 · 29 | 1                                             | 1841                                                                           |
| 13      |         | Joseph R. Underwood    | Whig                                              | 4 marzo 1847     | 3 marzo 1853     | 30 · 31 · 32 | 1                                             | 1847 Non ricandidatosi                                                         |
| 14      |         | John B. Thompson       | Americano                                         | 4 marzo 1853     | 3 marzo 1859     | 33 · 34 · 35 | 1                                             | 1851 (in anticipo) Non ricandidatosi                                           |
| 15      |         | Lazarus W. Powell      | Democratico                                       | 4 marzo 1859     | 3 marzo 1865     | 36 · 37 · 38 | 1                                             | 1858                                                                           |
| 16      |         | James Guthrie          | Democratico                                       | 4 marzo 1865     | 7 febbraio 1868  | 39 · 40 | 1⁄2                                           | 1865 Dimessosi per problemi di salute                                          |
| Vacante | Vacante | Vacante                | Vacante                                           | 7 febbraio 1868  | 19 febbraio 1868 | 40 |                                               |                                                                                |
| 17      |         | Thomas C. McCreery     | Democratico                                       | 19 febbraio 1868 | 3 marzo 1871     | 40 · 41 | 1⁄2                                           | Eletto per terminare il mandato Perse la rielezione                            |
| 18      |         | John W. Stevenson      | Democratico                                       | 4 marzo 1871     | 3 marzo 1877     | 42 · 43 · 44 | 1                                             | 1871 Non ricandidatosi                                                         |
| 19      |         | James B. Beck          | Democratico                                       | 4 marzo 1877     | 3 maggio 1890    | 45 · 46 · 47 · 48 · 49 · 50 · 51                                                                                           | 2 1⁄2                                         | 1876 · 1882 · 1888 Deceduto                                                    |
| Vacante | Vacante | Vacante                | Vacante                                           | 3 maggio 1890    | 26 maggio 1890   | 51 |                                               |                                                                                |
| 20      |         | John G. Carlisle       | Democratico                                       | 26 maggio 1890   | 4 febbraio 1893  | 51 · 52 | 1⁄2                                           | Eletto per terminare il mandato Dimessosi per diventare Segretario al tesoro   |
| Vacante | Vacante | Vacante                | Vacante                                           | 4 febbraio 1893  | 15 febbraio 1893 | 52 |                                               |                                                                                |
| 21      |         | William Lindsay        | Democratico                                       | 15 febbraio 1893 | 3 marzo 1901     | 52 · 53 · 54 · 55 · 56 | 1 1⁄2                                         | Eletto per terminare il mandato · 1894 Non ricandidatosi                       |
| 22      |         | Joseph Blackburn       | Democratico                                       | 4 marzo 1901     | 3 marzo 1907     | 57 · 58 · 59 | 1                                             | 1900 Perse la rielezione                                                       |
| 23      |         | Thomas H. Paynter      | Democratico                                       | 4 marzo 1907     | 3 marzo 1913     | 60 · 61 · 62 | 1                                             | 1906 Non ricandidatosi                                                         |
| 24      |         | Ollie M. James         | Democratico                                       | 4 marzo 1913     | 28 agosto 1918   | 63 · 64 · 65 | 1⁄2                                           | 1912 Deceduto                                                                  |
| Vacante | Vacante | Vacante                | Vacante                                           | 28 agosto 1918   | 7 settembre 1918 | 65 |                                               |                                                                                |
| 25      |         | George B. Martin       | Democratico                                       | 7 settembre 1918 | 3 marzo 1919     | 65 | 1⁄2                                           | Nominato per continuare il mandato Non ricandidatosi                           |
| 26      |         | Augustus Stanley       | Democratico                                       | 4 marzo 1919     | 3 marzo 1925     | 66 · 67 · 68 | 1                                             | 1918 Perse la rielezione                                                       |
| 27      |         | Fred M. Sackett        | Repubblicano                                      | 4 marzo 1925     | 9 gennaio 1930   | 69 · 70 · 71 | 1⁄2                                           | 1924 Dimessosi per divenire ambasciatore in Germania                           |
| Vacante | Vacante | Vacante                | Vacante                                           | 9 gennaio 1930   | 11 gennaio 1930  | 71 |                                               |                                                                                |
| 28      |         | John M. Robsion        | Repubblicano                                      | 11 gennaio 1930  | 30 novembre 1930 | 71 | 1⁄2                                           | Nominato per continuare il mandato Perse l'elezione                            |
| 29      |         | Ben M. Williamson      | Democratico                                       | 1 dicembre 1930  | 3 marzo 1931     | 71 | 1⁄2                                           | Eletto per terminare il mandato Non ricandidatosi                              |
| 30      |         | Marvel M. Logan        | Democratico                                       | 4 marzo 1931     | 3 ottobre 1939   | 72 · 73 · 74 · 75 · 76 | 1 1⁄2                                         | 1930 · 1936 Deceduto                                                           |
| Vacante | Vacante | Vacante                | Vacante                                           | 3 ottobre 1939   | 10 ottobre 1939  | 76 |                                               |                                                                                |
| 31      |         | A. B. "Happy" Chandler | Democratico                                       | 10 ottobre 1939  | 1 novembre 1945  | 76 · 77 · 78 · 79 | 1                                             | Eletto per terminare il mandato · 1942 Dimessosi                               |
| Vacante | Vacante | Vacante                | Vacante                                           | 1 novembre 1945  | 19 novembre 1945 | 79 |                                               |                                                                                |
| 32      |         | William A. Stanfill    | Repubblicano                                      | 19 novembre 1945 | 5 novembre 1946  | 79 | 1⁄2                                           | Nominato per continuare il mandato Non ricandidatosi                           |
| 33      |         | John Sherman Cooper    | Repubblicano                                      | 6 novembre 1946  | 3 gennaio 1949   | 79 · 80 | 1⁄2                                           | Eletto per terminare il mandato Perse la rielezione                            |
| 34      |         | Virgil Chapman         | Democratico                                       | 3 gennaio 1949   | 8 marzo 1951     | 81 · 82 | 1⁄2                                           | 1948 Deceduto                                                                  |
| Vacante | Vacante | Vacante                | Vacante                                           | 8 marzo 1951     | 19 marzo 1951    | 82 |                                               |                                                                                |
| 35      |         | Thomas R. Underwood    | Democratico                                       | 19 marzo 1951    | 4 novembre 1952  | 82 | 1⁄2                                           | Nominato per continuare il mandato Perse l'elezione                            |
| 36      |         | John Sherman Cooper    | Repubblicano                                      | 5 novembre 1952  | 3 gennaio 1955   | 82 · 83 | 1⁄2                                           | Eletto per terminare il mandato Perse la rielezione                            |
| 37      |         | Alben W. Barkley       | Democratico                                       | 3 gennaio 1955   | 30 aprile 1956   | 84 | 1⁄2                                           | 1954 Deceduto                                                                  |
| Vacante | Vacante | Vacante                | Vacante                                           | 30 aprile 1956   | 21 giugno 1956   | 84 |                                               |                                                                                |
| 38      |         | Robert Humphreys       | Democratico                                       | 21 giugno 1956   | 6 novembre 1956  | 84 | 1⁄2                                           | Nominato per continuare il mandato Non ricandidatosi                           |
| 39      |         | John Sherman Cooper    | Repubblicano                                      | 7 novembre 1956  | 3 gennaio 1985   | 84 · 85 · 86 · 87 · 88 · 89 · 90 · 91 · 92                                                                                 | 2 1⁄2                                         | Eletto per terminare il mandato · 1960 · 1966 Non ricandidatosi                |
| 40      |         | Walter Huddleston      | Democratico                                       | 3 gennaio 1973   | 3 gennaio 1985   | 93 · 94 · 95 · 96 · 97 · 98                                                                                                | 2                                             | 1972 · 1978 Perse la rielezione                                                |
| 41      |         | Mitch McConnell        | Repubblicano                                      | 3 gennaio 1985   | In carica        | 99 · 100 · 101 · 102 · 103 · 104 · 105 · 106 · 107 · 108 · 109 · 110 · 111 · 112 · 113 · 114 · 115 · 116 · 117 · 118 · 119 | 7                                             | 1984 · 1990 · 1996 · 2002 · 2008 · 2014 · 2020                                 |

### Classe 3
| N.      | Foto    | Senatore             | Partito                   | Carica            | Carica            | Congresso                                                            | Mandati                                       | Elezioni                                                                                                  |
| N.      | Foto    | Senatore             | Partito                   | Inizio            | Termine           | Congresso                                                            | Mandati                                       | Elezioni                                                                                                  |
| ------- | ------- | -------------------- | ------------------------- | ----------------- | ----------------- | -------------------------------------------------------------------- | --------------------------------------------- | --- |
| Vacante | Vacante | Vacante              | Vacante                   | 1 giugno 1792     | 18 giugno 1792    | 2                                                                    | Elezione avvenuta dopo l'ingresso nell'Unione | Elezione avvenuta dopo l'ingresso nell'Unione                                                             |
| 1       |         | John Edwards         | Anti- Amministrazione     | 18 giugno 1792    | 3 marzo 1792      | 2 · 3                                                                | 1⁄2                                           | 1792 |
| 2       |         | Humphrey Marshall    | Federalista               | 4 marzo 1795      | 3 marzo 1795      | 4 · 5 · 6                                                            | 1                                             | 1794 Perse la rielezione                                                                                  |
| 3       |         | John Breckinridge    | Democratico-Repubblicano  | 4 marzo 1801      | 7 agosto 1805     | 7 · 8 · 9                                                            | 1⁄2                                           | 1800 Dimessosi per diventare Procuratore generale                                                         |
| Vacante | Vacante | Vacante              | Vacante                   | 7 agosto 1805     | 8 novembre 1805   | 9                                                                    |                                               | |
| 4       |         | John Adair           | Democratico-Repubblicano  | 8 novembre 1805   | 18 novembre 1806  | 9                                                                    | 1⁄2                                           | Eletto per terminare il mandato Perse la rielezione Si dimise per aver partecipato alla Cospirazione Burr |
| 5       |         | Henry Clay           | Democratico-Repubblicano  | 19 novembre 1806  | 3 marzo 1807      | 9                                                                    | 1⁄2                                           | Eletto per terminare il mandato Non ricandidatosi                                                         |
| 6       |         | John Pope            | Democratico-Repubblicano  | 4 marzo 1807      | 3 marzo 1813      | 10 · 11 · 12                                                         | 1                                             | 1806 Non ricandidatosi                                                                                    |
| 7       |         | Jesse Bledsoe        | Democratico-Repubblicano  | 4 marzo 1813      | 24 dicembre 1814  | 13                                                                   | 1⁄2                                           | 1813 Dimessosi                                                                                            |
| Vacante | Vacante | Vacante              | Vacante                   | 24 dicembre 1813  | 2 febbraio 1815   | 13                                                                   |                                               | |
| 8       |         | Isham Talbot         | Democratico-Repubblicano  | 2 febbraio 1815   | 3 marzo 1819      | 13 · 14 · 15                                                         | 1⁄2                                           | Eletto per terminare il mandato                                                                           |
| 9       |         | William Logan        | Democratico-Repubblicano  | 4 marzo 1819      | 28 maggio 1820    | 16                                                                   | 1⁄2                                           | 1818 Dimessosi per candidarsi a governatore                                                               |
| Vacante | Vacante | Vacante              | Vacante                   | 28 maggio 1820    | 19 ottobre 1820   | 16                                                                   |                                               | |
| 10      |         | Isham Talbot         | Democratico-Repubblicano  | 19 ottobre 1820   | 3 marzo 1825      | 16 · 17 · 18                                                         | 1⁄2                                           | Eletto per terminare il mandato                                                                           |
| 11      |         | John Rowan           | Jacksoniano               | 4 marzo 1825      | 3 marzo 1831      | 19 · 20 · 21                                                         | 1                                             | 1825 |
| Vacante | Vacante | Vacante              | Vacante                   | 4 marzo 1831      | 10 novembre 1831  | 22                                                                   |                                               | |
| 12      |         | Henry Clay           | Anti-Jacksoniano poi Whig | 10 novembre 1831  | 31 marzo 1842     | 22 · 23 · 24 · 25 · 26 · 27                                          | 1 1⁄2                                         | 1831 · 1836 Dimessosi                                                                                     |
| 13      |         | John J. Crittenden   | Whig                      | 31 marzo 1842     | 12 giugno 1848    | 27 · 28 · 29 · 30                                                    | 1                                             | Eletto per terminare il mandato · 1843 Dimessosi per diventare Governatore                                |
| Vacante | Vacante | Vacante              | Vacante                   | 12 giugno 1848    | 23 giugno 1848    | 30                                                                   |                                               | |
| 14      |         | Thomas Metcalfe      | Whig                      | 23 giugno 1848    | 3 marzo 1849      | 30                                                                   | 1⁄2                                           | Eletto per terminare il mandato                                                                           |
| 15      |         | Henry Clay           | Whig                      | 4 marzo 1849      | 24 giugno 1852    | 31 · 32                                                              | 1⁄2                                           | 1849 Deceduto                                                                                             |
| Vacante | Vacante | Vacante              | Vacante                   | 24 giugno 1852    | 6 luglio 1852     | 32                                                                   |                                               | |
| 16      |         | David Meriwether     | Democratico               | 6 luglio 1852     | 31 agosto 1852    | 32                                                                   | 1⁄2                                           | Nominato per continuare il mandato Perse l'elezione                                                       |
| 17      |         | Archibald Dixon      | Whig                      | 1 settembre 1852  | 3 marzo 1855      | 32 · 33                                                              | 1⁄2                                           | Eletto per terminare il mandato Non ricandidatosi                                                         |
| 18      |         | John J. Crittenden   | Whig poi Americano        | 4 marzo 1855      | 3 marzo 1861      | 34 · 35 · 36                                                         | 1                                             | 1854 Non ricandidatosi                                                                                    |
| 19      |         | John C. Breckinridge | Democratico               | 4 marzo 1861      | 4 dicembre 1861   | 37                                                                   | 1⁄2                                           | 1859 Espulso per aver supportato la Confederazione                                                        |
| Vacante | Vacante | Vacante              | Vacante                   | 4 dicembre 1861   | 10 dicembre 1861  | 37                                                                   |                                               | |
| 20      |         | Garrett Davis        | Unionista poi Democratico | 10 dicembre 1861  | 22 settembre 1872 | 37 · 38 · 39 · 40 · 41 · 42                                          | 2                                             | Eletto per terminare il mandato · 1867 Deceduto                                                           |
| Vacante | Vacante | Vacante              | Vacante                   | 22 settembre 1872 | 27 settembre 1872 | 42                                                                   |                                               | |
| 21      |         | Willis B. Machen     | Democratico               | 27 settembre 1872 | 3 marzo 1873      | 42                                                                   | 1⁄2                                           | Nominato per terminare il mandato                                                                         |
| 22      |         | Thomas C. McCreery   | Democratico               | 4 marzo 1873      | 3 marzo 1879      | 43 · 44 · 45                                                         | 1                                             | 1872 |
| 23      |         | John Stuart Williams | Democratico               | 4 marzo 1879      | 3 marzo 1885      | 46 · 47 · 48                                                         | 1                                             | 1879 Perse la rielezione                                                                                  |
| 24      |         | Joseph Blackburn     | Democratico               | 4 marzo 1885      | 3 marzo 1897      | 49 · 50 · 51 · 52 · 53 · 54                                          | 2                                             | 1884 · 1890 Perse la rielezione                                                                           |
| 25      |         | William J. Deboe     | Repubblicano              | 4 marzo 1897      | 3 marzo 1903      | 55 · 56 · 57                                                         | 1                                             | 1897 Non ricandidatosi                                                                                    |
| 26      |         | James B. McCreary    | Democratico               | 4 marzo 1903      | 3 marzo 1909      | 58 · 59 · 60                                                         | 1                                             | 1902 Non ottenne la ricandidatura                                                                         |
| 27      |         | William O. Bradley   | Repubblicano              | 4 marzo 1909      | 23 maggio 1914    | 61 · 62 · 63                                                         | 1⁄2                                           | 1908 Deceduto                                                                                             |
| Vacante | Vacante | Vacante              | Vacante                   | 23 maggio 1914    | 16 giugno 1914    | 63                                                                   |                                               | |
| 28      |         | Johnson N. Camden    | Democratico               | 16 giugno 1914    | 3 marzo 1915      | 63                                                                   | 1⁄2                                           | Eletto per terminare il mandato Non ricandidatosi                                                         |
| 29      |         | John C. W. Beckham   | Democratico               | 4 marzo 1915      | 3 marzo 1921      | 64 · 65 · 66                                                         | 1                                             | 1914 Perse la rielezione                                                                                  |
| 30      |         | Richard P. Ernst     | Repubblicano              | 4 marzo 1921      | 3 marzo 1927      | 67 · 68 · 69                                                         | 1                                             | 1920 Perse la rielezione                                                                                  |
| 31      |         | Alben W. Barkley     | Democratico               | 4 marzo 1927      | 19 gennaio 1949   | 70 · 71 · 72 · 73 · 74 · 75 · 76 · 77 · 78 · 79 · 80 · 81            | 3 1⁄2                                         | 1926 · 1932 · 1938 · 1944 Dimessosi per diventare Vicepresidente                                          |
| 32      |         | Garrett L. Withers   | Democratico               | 20 gennaio 1949   | 26 novembre 1950  | 81                                                                   | 1⁄2                                           | Nominato per terminare il mandato Dimessosi                                                               |
| 33      |         | Earle C. Clements    | Democratico               | 27 novembre 1950  | 3 gennaio 1957    | 81 · 82 · 83 · 84                                                    | 1                                             | 1950 (elezioni speciali) · 1950 (elezioni regolari) Perse la rielezione                                   |
| 34      |         | Thruston Morton      | Repubblicano              | 3 gennaio 1957    | 16 dicembre 1968  | 85 · 86 · 87 · 88 · 89 · 90                                          | 2                                             | 1956 · 1962 Dimessosi                                                                                     |
| 35      |         | Marlow Cook          | Repubblicano              | 17 dicembre 1968  | 27 dicembre 1974  | 90 · 91 · 92 · 93                                                    | 1⁄2                                           | Nominato avendo vinto le elezioni · 1968 Perse la rielezione e si dimise                                  |
| 36      |         | Wendell Ford         | Democratico               | 28 dicembre 1974  | 3 gennaio 1999    | 93 · 94 · 95 · 96 · 97 · 98 · 99 · 100 · 101 · 102 · 103 · 104 · 105 | 4                                             | Nominato avendo vinto le elezioni · 1974 · 1980 · 1986 · 1992 Non ricandidatosi                           |
| 37      |         | Jim Bunning          | Repubblicano              | 3 gennaio 1999    | 3 gennaio 2011    | 106 · 107 · 108 · 109 · 110 · 111                                    | 2                                             | 1998 · 2004                                                                                               |
| 38      |         | Rand Paul            | Repubblicano              | 3 gennaio 2011    | In carica         | 112 · 113 · 114 · 115 · 116 · 117 · 118 · 119 · 120                  | 3                                             | 2010 · 2016 · 2022                                                                                        |